# Mônica Santos
Mônica Santos (Santo Antônio da Patrulha, 22 de março de 1983) é uma esgrimista paraolímpica brasileira.
Nascida no distrito de Morro Grande, mudou-se para a sede do município em 1999, quando se casou. Em 2002, por causa de um angioma medular no segundo mês de gravidez, perdeu os movimentos das pernas. Começou a jogar basquetebol em cadeira de rodas em 2003, num time de Canoas. Chegou a praticar também kart, canoagem e tiro esportivo antes de ser convidada por Jovane Guissone para a esgrima em cadeira de rodas.
Já na sua primeira competição ficou em terceiro lugar. Dedicou-se aos treinos e conquistou duas medalhas de ouro no Regional das Américas (em Montreal, em 2015, e São Paulo, em 2016), ambas no florete. Na competição de 2016 ganhou também o bronze na espada.
Em 2019 foi reclassificada, passando a competir pela categoria B, no ano de 2020 conquistou uma medalha de Bronze na Copa do Mundo de Eger, se classificou para as Paralímpiadas de Tóquio 2021, onde obteve o melhor resultados feminino de Toda a América, ficando em 9º Lugar no Florete Feminino B.

## Doping e suspensão suspeita
A atleta foi flagrada no teste realizado no campeonato Regional das Américas  em 26 de maio de 2016 competição esta que lhe rendeu a classificação nos Jogos Paralímpicos do Rio 2016, com uma substância chamada Furosemida (diurético), que foram realizados quase quatro meses depois.
Ocorre que sua suspensão foi dada apenas em outubro do ano de 2016, cinco meses após a atleta ter sido flagrada no teste de doping e também após a realização dos jogos Paralímpicos.
Mônica entrou com recurso e apresentou sua defesa, tendo como base os exames realizados nos anos anteriores, por fim acabou tendo que cumprir uma pena mínima de 9 meses, onde voltou as competições em 2017.